# Drum public național M2
Der Drum public național M2 ist eine Fernstraße in der Republik Moldau. Die Straße verbindet die Hauptstadt Chișinău mit der moldauisch-ukrainischen Grenze im Nordnordwesten und führt auf ukrainischer Seite weiter Richtung Winnyzja.

## Verlauf
Die Straße führt von der Verknüpfung mit dem Drum public național M14 nördlich der moldauischen Hauptstadt Chișinău vierstreifig ausgebaut zunächst in nordwestlicher Richtung bis Orhei und weiter zweistreifig parallel zum Fluss Răut nach dem in der Nähe von Florești gelegenen Ghindești. Sie umgeht Soroca und erreicht bald darauf den Fluss Dnister (Nistru), der hier die Grenze zur Ukraine bildet, und über den eine Fähre führt. Auf ukrainischer Seite wird sie von der Straße R08 nach Norden fortgesetzt.
Die Länge der Straße beträgt rund 155 Kilometer.